# Pachycondyla metanotalis
Pachycondyla metanotalis är en myrart som beskrevs av Luederwaldt 1918. Pachycondyla metanotalis ingår i släktet Pachycondyla och familjen myror. Inga underarter finns listade i Catalogue of Life.